# 候文
候文（そうろうぶん）は、日本の中世から近代、昭和前期にかけて用いられた、日本語の文語体の一型式である。文末に丁寧の補助動詞「候」（そうろう、そろ、歴史的仮名遣いではサウラフ）を置く。

## 歴史
「候」（古くはサモラフ、サブラフなど）は、元来、貴人の傍に仕える意の動詞であったが（「さむらい」もこれに由来）、平安時代に「居り」の謙譲語、さらに丁寧を表す助動詞に転じた。平安末期には現代語の「ですます体」のように口語で盛んに用いられたらしい（『平家物語』の語りの部分に多くの用例がある）。
鎌倉時代には文章としても書簡などに用いられ、文語文体として確立した。室町時代には謡曲（能）の語りの文体としても用いられた。この頃には、口語としては廃れたとされる（ただし「です」は「にて御座在り参らす」に由来するとされる）。
対照的に、文語としてはさらに普及し、江戸時代には、公文書・実用文などのほとんどをこの文体が占めた。
文書の種類
1. 幕政関係・藩政関係の公的文書
2. 農村・漁村・都市関係文書
3. 産業・交通・商業・貿易関係文書

以上のような、ほとんどあらゆる分野にわたって、下達・上申・互通の関係にある文書が、「候文」の形で存在する。
江戸期の「候文」の特徴は、使われる文字と文体である。何らかの目的を持って、相手に自分の意志を伝えるために書かれたものが多い（たとえば書簡の文など）。使われる文字は、漢字の行草書・異体字・変体仮名・行草書の漢文の助辞・ひらがな・カタカナ・合字など（「くずし字」参照）。
さらに、明治時代より昭和前期にかけても、私的な書簡や外交文書など、信書には候文がひろく用いられた。しかし戦後の国語改革により、文語文が日常使用されることはなくなり、候文が使われることもなくなった。
現在でも企業の使う一部文書においては、かつてビジネスの公式文体であった候文由来の表現である「致し度」や「為念」など、候文の名残を見ることができる。

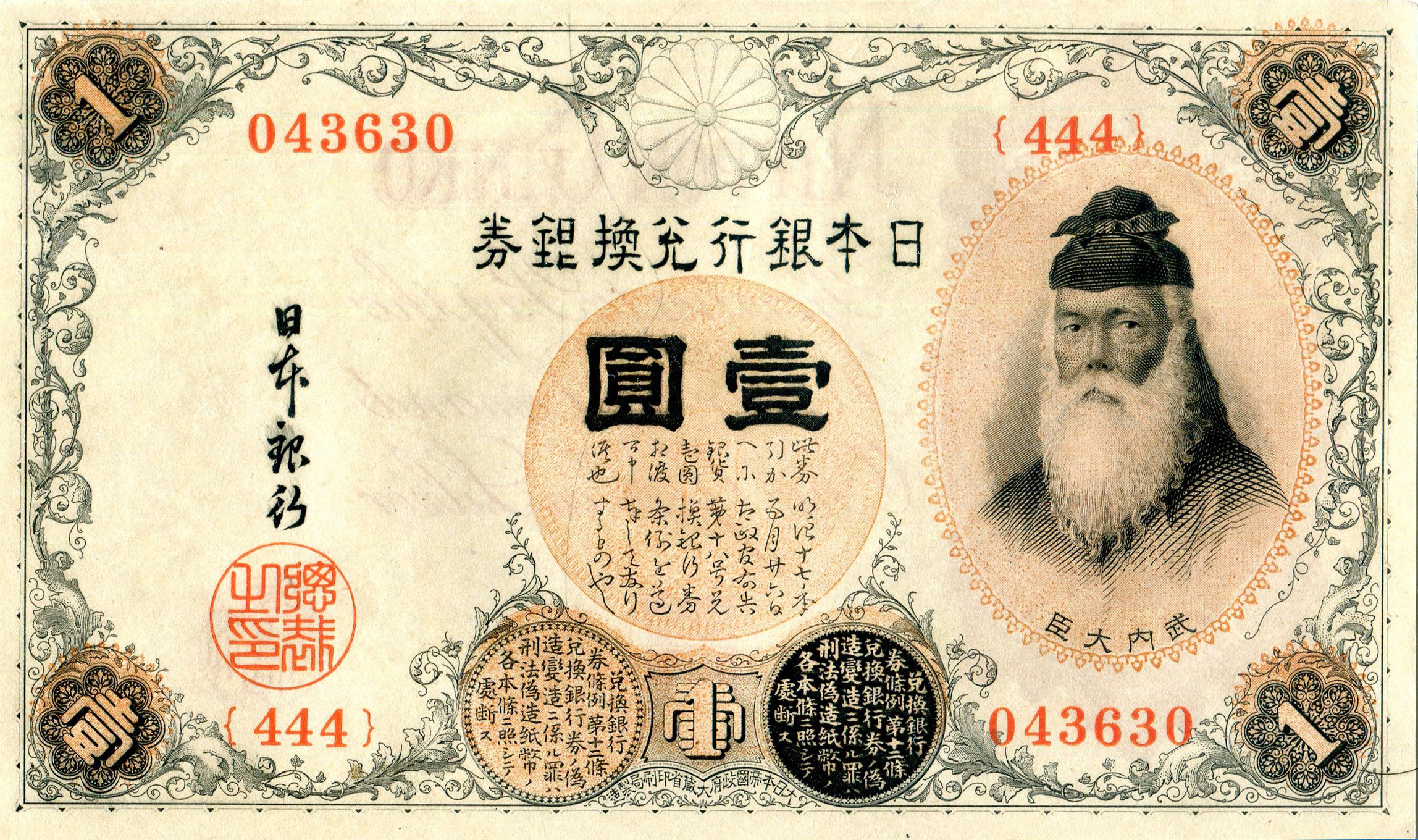
明治時代の一円紙幣。中央の「壹圓」の文字の下に、縦書きで「此券引かへに銀貨壱圓相渡可申候也」（この券引きかえに銀貨壱円あい渡すべく申しそうろうなり）とある。

## 特徴
文体の特徴は、日本語の語順で語彙が並ぶ文章に、漢文に由来する定型の「返し読み」を混ぜて書かれたことである。文末に「候」を使うので「候文」の名がある。濁点・句読点はない。
返読文字の例：助動詞では、如（ごとし）、不（ず）、為（す・さす・たり）、令（しむ）、可（べし）、被（る・らる）など。動詞、助詞、その他もある。
戦後の国語改革ですべて「ひらがな」で表記することになった、接続詞・副詞・代名詞・助動詞などの多くが、漢字またはその略体（「候」を点・簡略記号ですませる）で表記される。
- 接続詞　「あるいは」（或者）、「しかれば」（然者）、「なおまた」（尚又）、「もっとも」（尤）、「または」（又者）など
- 副詞　「いささか」（聊）、「いまもって」（今以）、「いよいよ」（弥）、「かねて」（兼而）、「もし」（若）、「しかのみならず」(加之)、「おそれながら」（乍恐）、「もとより」（固より）など
- 代名詞　「この」（此）、「これ」（之・是）、「その」（其）、「それ」（夫）など
- 助動詞　「そうろう」（候）、「なり」（也）、如（ごとし）、不（ず）、為（す・さす・たり）、令（しむ）、可（べし）、被（る・らる）、度（たし）など[6]
- 接頭語　「あい」（相）
- 補助動詞　「いたし」(致)、「ほうじ」(奉)、「し」(仕)、「もうし」（申）、「いり」（入）、「いたしおり」（致居）
- 接続詞　「よう」（様）、「ところ」（所）、「おもむき」（趣）、「ゆえ」（故）、「ども」（共）、「につき」（に付）
- その他　「～にぞんじそうろう」（～に存候）、「～にそうろう」（～に候）、「これあり」（有之）、「これなし」（無之）、「ござそうろう」（御座候）、「ござなくそうろう」（無御座候）

「送り仮名・助詞に該当する部分」に変体仮名（漢字行草書含む）・平仮名・片仮名・合字、さらには行草書の漢文助辞が使われるが、公式文書に近いほど、仮名部分がなく、漢文調である。さらには書き手や文書の性質によって、漢字と仮名などの使い方はまちまちである。また女性手紙に仮名使用が多いのはもちろんだが、男性でも、私的文書・内輪向けの文書は、仮名が多い傾向が認められる。
行政司法などの公式文書以外に、書状・商用文・記録・日記・証文・関所手形・宗門手形・共同生活に関わる文書に至るまで、かなりの文献がこの「候文」様式である。普段使っている話し言葉に関係なく、書く文章に使われた文語文は、方言による意思疎通の困難を克服するという意味では、非常に便利に使われた全国的様式だった。

### 文例
- 村々廻状

以下の文は、幕末の皇女和宮親子内親王降嫁の際の村々廻状である。
- 法令・慶応三年第十三

これは、王政復古の大号令に関する法令・慶応三年第十三（慶応三年十二月九日発布）の後半の一部抜粋である。（当時の法令は、候文により表記された。）
- 現代語訳：「旧弊一新につき言論の道が広く開かれることとなりましたので考えがある者は身分にかかわらず忌憚なく上申なさい。また、人材登用が急務ですので心当たりの人物がいましたら早々に推薦なさい」